# Los golpes bajos
Los golpes bajos es una película de Argentina filmada en Eastmancolor dirigida por Mario Sabato según su propio guion escrito en colaboración con Mario Mactas que se estrenó el 4 de febrero de 1974 y que tuvo como actores principales a Aldo Barbero, Héctor Alterio, Walter Vidarte y Ana María Picchio. Llevó como título alternativo el de De cara al asfalto.

## Producción
Producida por la RAI, fue emitida el 1 de mayo de 1973 como un capítulo de la serie “América Latina vista por sus directores de cine”.

## Sinopsis
Ambientada en la época del primer peronismo, ascenso y caída de un boxeador, está visiblemente inspirada en la biografía de José María Gatica y su época.

## Reparto
Intervinieron en la película los siguientes intérpretes:
- Aldo Barbero
- Héctor Alterio
- Walter Vidarte
- Ana María Picchio
- Adrián Ghío
- Hugo Arana
- Onofre Lovero
- Luis Politti
- Susana Lanteri
- Rodolfo Brindisi
- Emilio Disi
- Ignacio Alonso
- Fernando Iglesias
- Pepe Novoa
- Claudio Gallardou
- Miguel Poncela
- Alberto Villas
- Jorge Niveloni
- Mario Luciani
- Carlos del Burgo
- Mario Otero
- Martín Coria
- Sara Bonet
- Domingo Basile
- Tony Vilas
- Elena Cruz

## Comentarios
Rómulo Berruti en Clarín dijo:

”Intenta una revisión del proceso peronista, utilizando como pivote el drama de un boxeador.”

El Mundo opinó:

”Una película que pierde por puntos…Amaga pero no pega. Soslaya pero no ahonda…más nostálgica que crítica…inmadura, pero bien intencionada.”

Manrupe y Portela escriben:

”Buena reconstrucción por momentos y cierto dramatismo conseguido.”